# 細川賢春
細川 賢春（ほそかわ かたはる）は、室町時代後期から戦国時代にかけての守護大名。細川野州家2代当主・細川持春の末子。細川教春、典厩家当主・細川政国の弟。

## 生涯
細川持春の子として誕生。
賢春の生年ははっきりしていないが、次兄の政国が正長元年（1428年）生まれなのでこの頃に生まれたと思われる。
賢春の養子に関しては長兄・教春の三男・春倶を養子に迎え、以後、細川野州家分家として継承することになる。
次兄の政国は、細川京兆家の細川勝元が文明5年（1473年）5月11日に死去すると、嫡男・政元を後見役として務めた。
軈て政元が成長し、政治も芽生えるようになると、長享3年（1489年）3月に室町幕府9代将軍・足利義尚が病没し、細川政元は当時、僧侶だった香厳院清晃（足利義澄）を推薦したが、足利義政や、御台所（正室）・日野富子、畠山政長の推薦により、義政の弟の義視の嫡子・義材（後に義尹、義稙と改名）が次期将軍に決定した。
延徳2年（1490年）1月7日に義政が死去すると、同年7月5日に義材が10代将軍に就任した。
政元は義材が将軍になったことに不満を持ち、軈ては幕府に距離を置き始める。
同2年10月に義材の母・日野良子、同3年1月に父・義視も死去すると義材は孤立した。
義材は同3年に第二次六角高頼征伐を再開させたが、日野富子や、細川政元とは対立を生じることとなった。
細川政元の信頼を失った義材は代わりに畠山政長を頼るようになった。
同3年8月、義材は、畠山政長、赤松政則、斯波義寛、細川政元、浦上則宗、逸見弾正ら諸大名と共に近江へ出発し、六角高頼征伐を成功させた。
明応元年（1492年）、義材は畠山政長と共に河内の畠山義豊討伐に向かった。ところが、管領・細川政元は河内出兵に反対｡出兵しないまま京都に残留した。
しかしこの時、赤松政則は政元の姉・洞松院と政略結婚を通じて政元に寝返り、更に畠山義豊も政元と連携済みであった。
同元年4月、義材と畠山政長が河内出兵に行った時、京都に残留していた反義材派（細川政元、日野富子、伊勢貞宗、貞陸）が京都に戻ってきた義材を廃して足利義遐（後に義高、義澄に改名）を擁立した（明応の政変）｡
畠山政長は正覚寺で政元軍に奮戦するものの、家臣と共に自害した｡
戦意喪失した義材は、政元と共に投降し、龍安寺に幽閉された。
この時、義材が日野富子により、配膳に毒を盛られる事件が発生している。
賢春の没年は不明。